# Turna (gmina)
Turna – dawna gmina wiejska istniejąca do 1939 roku w woj. poleskim (obecnie na Białorusi). Siedzibą gminy była Turna (420 mieszk. w 1921 roku).
W okresie międzywojennym gmina Turna należała do powiatu brzeskiego w woj. poleskim. Po wojnie obszar gminy Turna wszedł w struktury administracyjne Związku Radzieckiego.